# Падерно д'Ада
Падѐрно д'А̀да (на италиански: Paderno d'Adda, на западноломбардски: Padernu, Падерну) е малко градче и община в Северна Италия, провинция Леко, регион Ломбардия. Разположено е на 266 m надморска височина. Населението на общината е 3936 души (към 2010 г.).